# Пало-Пінто (округ, Техас)
Шаблон:StateAbbr_ 32°45′11″ пн. ш. 98°18′47″ зх. д. / 32.75318° пн. ш. 98.31302° зх. д.
Округ Пало-Пінто (англ. Palo Pinto County) — округ (графство) у штаті Техас, США. Ідентифікатор округу 48363.

## Історія
Округ утворений 1856 року.

## Демографія
За даними перепису 2000 року загальне населення округу становило 27026 осіб, зокрема міського населення було 14185, а сільського — 12841. Серед мешканців округу чоловіків було 13284, а жінок — 13742. В окрузі було 10594 домогосподарства, 7443 родин, які мешкали в 14102 будинках. Середній розмір родини становив 3,02.
Віковий розподіл населення поданий у таблиці:
| Стать    | До 15 років | 15-21 | 22-29 | 30-39 | 40-49 | 50-65 | 65-85 | Понад 85 |
| -------- | ----------- | ----- | ----- | ----- | ----- | ----- | ----- | -------- |
| Чоловіки | 3025        | 1331  | 1199  | 1732  | 1852  | 2256  | 1709  | 180      |
| Жінки    | 2756        | 1221  | 1184  | 1742  | 1900  | 2399  | 2132  | 408      |

## Суміжні округи
- Джек — північ
- Паркер — схід
- Гуд — південний схід
- Ерат — південь
- Істленд — південний захід
- Стівенс — захід
- Янг — північний захід

## Виноски
1. ↑  Texas State Historical Association, Barkley R. R., Tyler R. C. Handbook of Texas Online // Handbook of Texas — Texas State Historical Association, 1952. — ISBN 978-0-87611-151-2
2. ↑  U.S. Decennial Census. United States Census Bureau. Процитовано 6 травня 2015.
3. ↑  Texas Almanac: Population History of Counties from 1850–2010 (PDF). Texas Almanac. Процитовано 6 травня 2015.
4. ↑  State & County QuickFacts. United States Census Bureau. Архів оригіналу за 18 жовтня 2011. Процитовано 22 грудня 2013.(англ.) Наведено за англійською вікіпедією.
5. ↑  American FactFinder. Бюро перепису населення США. Архів оригіналу за 26 лютого 2012. Процитовано 31 січня 2008.

| США | Це незавершена стаття з географії США. Ви можете допомогти проєкту, виправивши або дописавши її. |